# МАИ (баскетбольный клуб)
МАИ — студенческий женский баскетбольный клуб Московского авиационного института. Являлся лидером советского баскетбола в первое послевоенное десятилетие: пятикратный чемпион СССР, обладатель кубка СССР.

## История
Команда была создана на базе студенческого спортклуба Московского авиационного института и первое всесоюзное соревнование первенство ВЦСПС в 1945 году клуб выиграл. В этом же году команда заявляется на игры чемпионата СССР, где стала серебряным призёром, уступив в финале московскому «Динамо».
На следующий год МАИ становится чемпионом СССР и затем последующее десятилетие играет важнейшую роль в женском советском баскетболе: 5 раз становилась чемпионом, 4 раза серебряным призёром, обладатель кубка СССР, победитель трёх первенств ВЦСПС, а в 1956 году пять игроков команды входили в состав чемпиона I Спартакиады народов СССР сборной Москвы.
В сезоне 1960 года команда не заявилась на игры чемпионата СССР.

## Титулы
- Чемпион СССР: 1946, 1947, 1951, 1954, 1955
- Серебряный призёр  чемпионата СССР: 1945, 1948, 1952, 1953
- Обладатель кубка СССР: 1952.

### Чемпионат и Кубок СССР
| Сезон | Лига       | Место   | Кубок      | Примечания |
| ----- | ---------- | ------- | ---------- | ---------- |
| 1945  | 1-я группа | 2       |            |            |
| 1946  | 1-я группа | Чемпион |            |            |
| 1947  | 1-я группа | Чемпион |            |            |
| 1948  | 1-я группа | 2       |            |            |
| 1949  | 1-я группа | 5       |            |            |
| 1950  | 1-я группа | 4       | Финалист   |            |
| 1951  | 1-я группа | Чемпион |            |            |
| 1952  | 1-я группа | 2       | Обладатель |            |
| 1953  | 1-я группа | 2       |            |            |
| 1954  | 1-я группа | Чемпион |            |            |
| 1955  | класс «А»  | Чемпион |            |            |
| 1957  | класс «А»  | 4       |            |            |
| 1958  | класс «А»  | 5       |            |            |

## Знаменитые игроки
- Екатерина Мефодьева
- Лидия Алексеева — чемпионка Европы (1950, 1952, 1954, 1956), с 1964 по 1984 год старший тренер сборной СССР
- Валентина Копылова — серебряный призёр чемпионата мира (1957), чемпионка Европы (1950, 1952, 1954, 1956).
- Евдокия Рябушкина — чемпионка Европы (1950).
- Вера Шендель (Рябушкина) — чемпионка Европы (1950).
- Евгения Зарковская (Рябушкина) — чемпионка Европы (1950, 1952, 1954).
- Раиса Маментьева — чемпионка Европы (1950, 1952, 1954, 1956).
- Валентина Костикова — чемпионка мира (1959) и серебряный призёр ЧМ (1957), чемпионка Европы (1956, 1960) и серебряный призёр ЧЕ (1958)